# مارات خارازیان
مارات آلکساندری خارازیان (ارمنی: Մարատ Ալեքսանդրի Խարազյան زادهٔ ۱۹۳۱ - درگذشته سپتامبر ۲۰۰۶)، روزنامه‌نگار، سیاستمدار و دیپلمات اهل ارمنستان بود.

## زندگی‌نامه
وی در ۱۹۳۱ در تفلیس به دنیا آمد و در سال ۱۹۵۳ از دانشکده روابط بین‌الملل دانشگاه دولتی ایروان فارغ‌التحصیل شد.  وی در سپتامبر ۲۰۰۶ در سن ۷۵ سالگی در پاریس درگذشت و در آرامستان مرکزی ایروان (توخماخ) به خاک سپرده شد.

## کتابشناسی
- Անհայտ անուններ. Ֆրանսիայի հայագետները. 19-րդ դարի վերջ, 20-րդ դարի սկիզբ (۲۰۰۳)